# مجلس الوزراء التنفيذي التركي الثاني
ثاني حكومة تشكلت من قبل القوميين الأتراك خلال حرب الاستقلال التركية بين تاريخ 24 يناير 1921 إلى 19 ماي 1921 حيث لم تكن أعلنت الجمهورية بعد، وكانت الحكومة تسمى «مجلس الوزراء التنفيذيين». وكانت برئاسة فوزي باشا

## خلفية
كان رئيس هذا المجلس فوزي باشا. وتم انتخاب أعضاء المجلس من قبل البرلمان واحدا تلو الآخر.

## قائمة أعضاء المجلس
الأسماء بين قوسين هي الأسماء التي إختارها الأفراد كألقاب لعائلاتهم بعد تبني قانون الألقاب وحذف الألقاب العثمانية 1934.
| المنصب                                  | الاسم                      | بداية/إنتهاء العهدة          |
| --------------------------------------- | -------------------------- | ---------------------------- |
| رئيس المجلس التنفيذي والمسؤول عن الدفاع | فوزي باشا                  | 24 يناير 1921 / 19 ماي 1921  |
| النائب مسؤول الشريعة والأوقاف           | مصطفى فهمي أفندي (جيراكير) | 24 يناير 1921 / 19 ماي 1921  |
| النائب مسؤول العدل                      | جلال الدين بك (عارف)       | 24 يناير 1921 / 30 مارس 1921 |
| النائب مسؤول العدل                      | يوسف كمال بك (تنجيرشيك)    | 30 مارس 1921 / 19 ماي 1921   |
| النائب مسؤول الأركان العامة             | عصمت بك (إينونو)           | 24 يناير 1921 / 19 ماي 1921  |
| النائب مسؤول الداخلية                   | رفعت بك (بيلي)             | 24 يناير 1921 / 18 مارس 1921 |
| النائب مسؤول الداخلية                   | عطا بك (اتالاي)            | 21 أبريل 1921 / 19 ماي 1921  |
| النائب مسؤول الشؤون الخارجية            | سامي بكر بك (قندوة)        | 24 يناير 1921 / 19 ماي 1921  |
| النائب مسؤول الاقتصاد                   | يوسف كمال بك (تنجيرشيك)    | 24 يناير 1921 / 30 مارس 1921 |
| النائب مسؤول الاقتصاد                   | جلال الدين بك (بايار)      | 30 مارس 1921 / 19 ماي 1921   |
| النائب مسؤول المالية                    | احمد فريت بك (تيك)         | 24 يناير 1921 / 19 ماي 1921  |
| النائب مسؤول التربية                    | حمدالله صبحي بك (تانريفر)  | 24 يناير 1921 / 19 ماي 1921  |
| النائب مسؤول الصحة والتضامن الاجتماعي   | عدنان بك (أديفار)          | 24 يناير 1921 / 19 ماي 1921  |
| النائب مسؤول الأشغال العامة             | عمر لطفي بك (ارجيسو)       | 24 يناير 1921 / 19 ماي 1921  |